# Euryphora madagascarensis
Euryphora madagascarensis är en tvåvingeart som beskrevs av Schmitz 1915. Euryphora madagascarensis ingår i släktet Euryphora och familjen puckelflugor.
Artens utbredningsområde är Madagaskar. Inga underarter finns listade i Catalogue of Life.